# John Mattson
John Mattson (ursprungligen Mattsson), född 3 februari 1915 i Väddö, död 12 november 1995 i Djursholm, var en svensk byggmästare. Han grundade 1944 John Mattson Fastighets AB och 1945 företaget John Mattson Byggnads AB som 1965 blev grundbulten till nuvarande JM. John Mattson var bror till byggmästaren Einar Mattsson. 

## Biografi

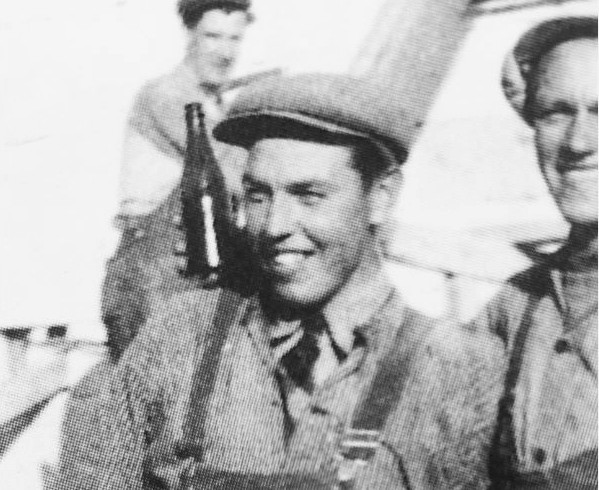
John Mattson (i mitten) 1932.

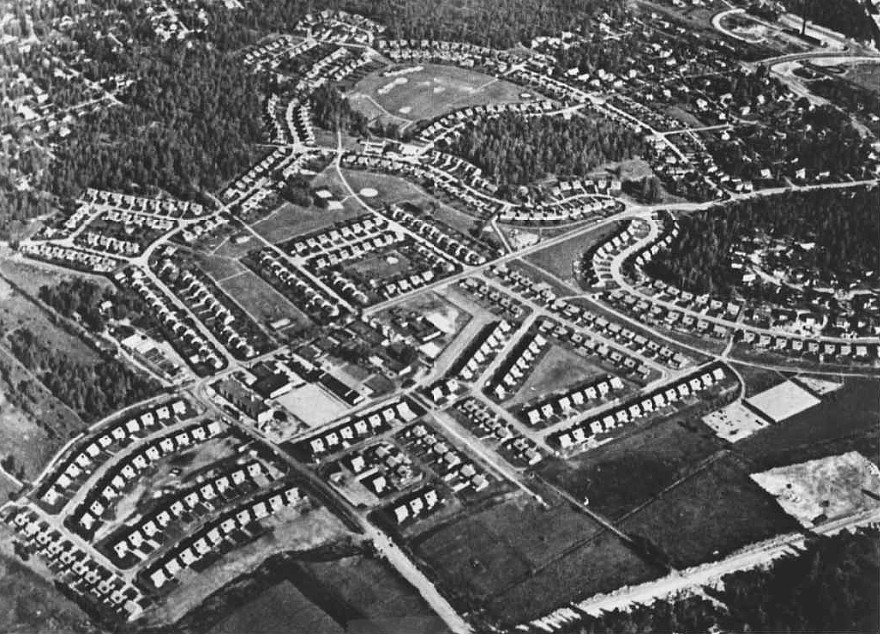
Ella gårds kedjehusområde.

Bröderna Einar och John Mattsson (John tog senare bort ett "s" i efternamnet och stavade namnet som Mattson) växte upp i ett lantbrukarhem på Väddö i norra Roslagen. Bröderna kom båda under sitt vuxna liv att verka som byggmästare i Stockholm. John började som 15-åring att arbeta inom sjöfarten. Han intresserade sig dock ganska snart för byggverksamhet, till en början som byggnadsarbetare på Skånska Cementgjuteriet. 
År 1941 tog han examen vid Tekniska skolan som byggnadsingenjör och år 1945 grundade bröderna John och Einar en byggfirma som kort därefter övertogs helt av John och fick namnet John Mattson Byggnads AB, medan brodern bildade Einar Mattsson Byggnads AB. Företagets första bygge färdigställdes 1945 och var ett bostadshus med 18 lägenheter i Stockholmsförorten Hägersten. 
Firman växte och började bygga bostäder i massproduktion i flera av Stockholms förortskommuner. Till kunderna hörde även HSB. I samband med miljonprogrammet blev John Mattson Byggnads AB i mitten av 1960-talet ett av de största byggbolagen i Sverige. Bland andra kända byggen uppförda av John Mattson Byggnads AB räknas det 3:e och 4:e höghuset av Hötorgsskraporna i Stockholms City, Kolmårdens djurpark och Wenner-Gren Center samt Ella gårds kedjehusområde (1955-1970). 
År 1965 sålde John Mattson sitt bolag till investmentbolaget Industrivärden. Han slutade som VD men kvarstod som styrelseordförande fram till 1979. År 1970 ägde han fastigheter till ett värde av omkring 50 miljoner. År 1984 hade fastighetsägandet flyttats till förvaltningsbolaget John Mattson Fastighets AB och värdet på fastigheterna uppgick till cirka 700 miljoner kronor. John Mattson Byggnads AB heter idag JM AB och är ett av Sveriges större byggbolag med fokusering på bostäder. Bolaget är också en stor fastighetsägare, både vad gäller bostäder och kommersiella fastigheter.

### Familj
Mattson gifte sig 1943 med Anna-Stina Porath (1920–2009), med vilken han fick barnen Kristina (född 1943), Karin (född 1945), Kerstin (född 1948), Ann-Sofie (född 1951) och Johan (1961–1978).

## Byggmästare John Mattsons bibliotek
Byggmästare John Mattsons bibliotek ligger på Lidingö och är en del av Linköpings universitetsbibliotek. Biblioteket har fått sitt namn efter en donation från Byggmästare John Mattsons minnesstiftelse. Till grunden ligger en donation om 15 miljoner kronor från John Mattsons döttrar Kerstin Skarne och Ann-Sofie Mattson. Biblioteket är en del av Carl Malmsten - furniture studies och innehåller framför allt böcker om möbler, trä och design. I biblioteket finns även tidskrifter som behandlar hantverk, design, konst och kulturvård.